# Mawatarius inexpectabilis
Mawatarius inexpectabilis är en mossdjursart som först beskrevs av Gordon 1985.  Mawatarius inexpectabilis ingår i släktet Mawatarius och familjen Mawatariidae. Inga underarter finns listade i Catalogue of Life.